# الجيش السادس (الإمبراطورية الروسية)

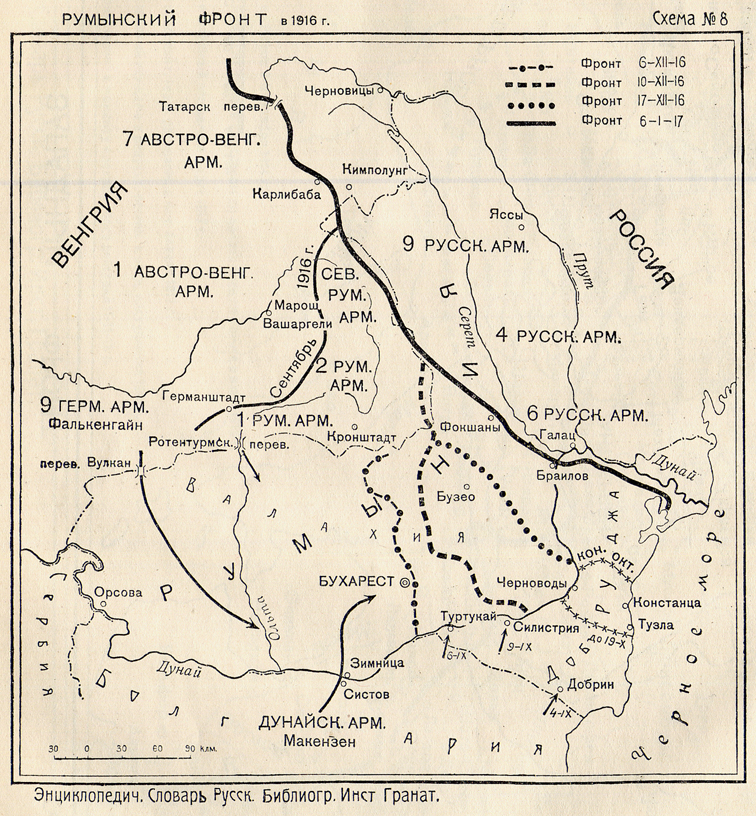

تاسس الجيش الروسي السادس في الحرب العالمية الأولى كتشكيلة روسية ميدانية قاتلت على الجبهة الشرقية.

## القادة
- 19.07.1914-21.06.1915—جنرال المدفعية Фан - дер - Флит ، Константин Петрович
- 30.06.1915-18.08.1915—جنرال المشاة نيكولاي روزسكي
- 20.08.1915-20.03.1916—جنرال المشاة  Алексей Евграфович
- 20.03.1916-12.12.1916—جنرال المشاة Владимир Николаевич
- 12.12.1916-12.1917—جنرال الفرسان Афанасий Андреевич